# Gyeryong
Gyeryong est une ville située en Corée du Sud, dans la province du Chungcheong du Sud.

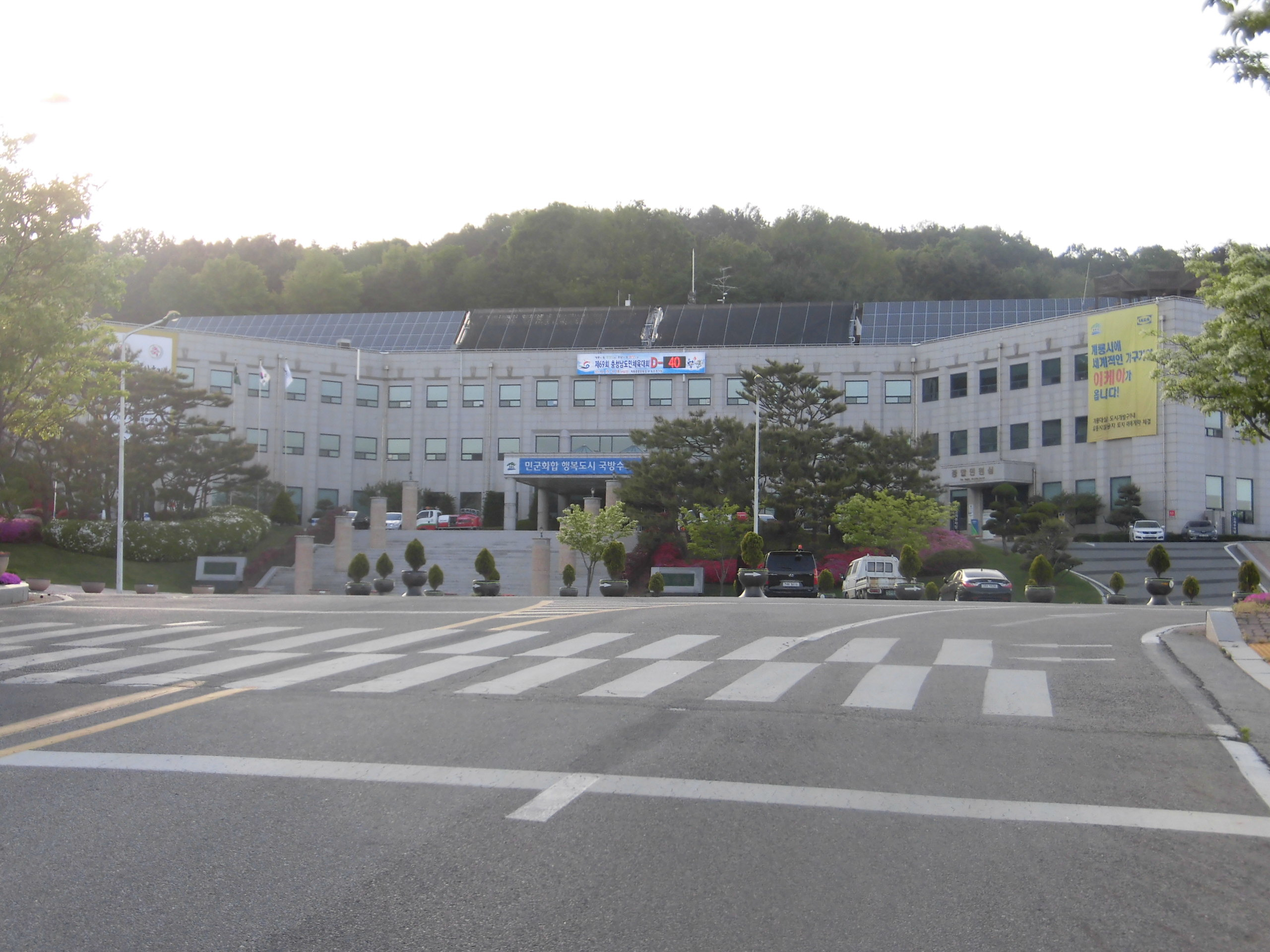
L'hôtel de ville de Gyeryong.

La ville a été créée en 2003 après avoir été séparée de Nonsan.